# Dragoș Stoenescu
Dragos Constantin Stoenescu (30 de maio de 1979) é um jogador de polo aquático romeno.

## Carreira
Dragoș Stoenescu em Londres 2012 integrou o elenco da Seleção Romena de Polo Aquático que ficou em 10º lugar.